# Diocesi di Toruń

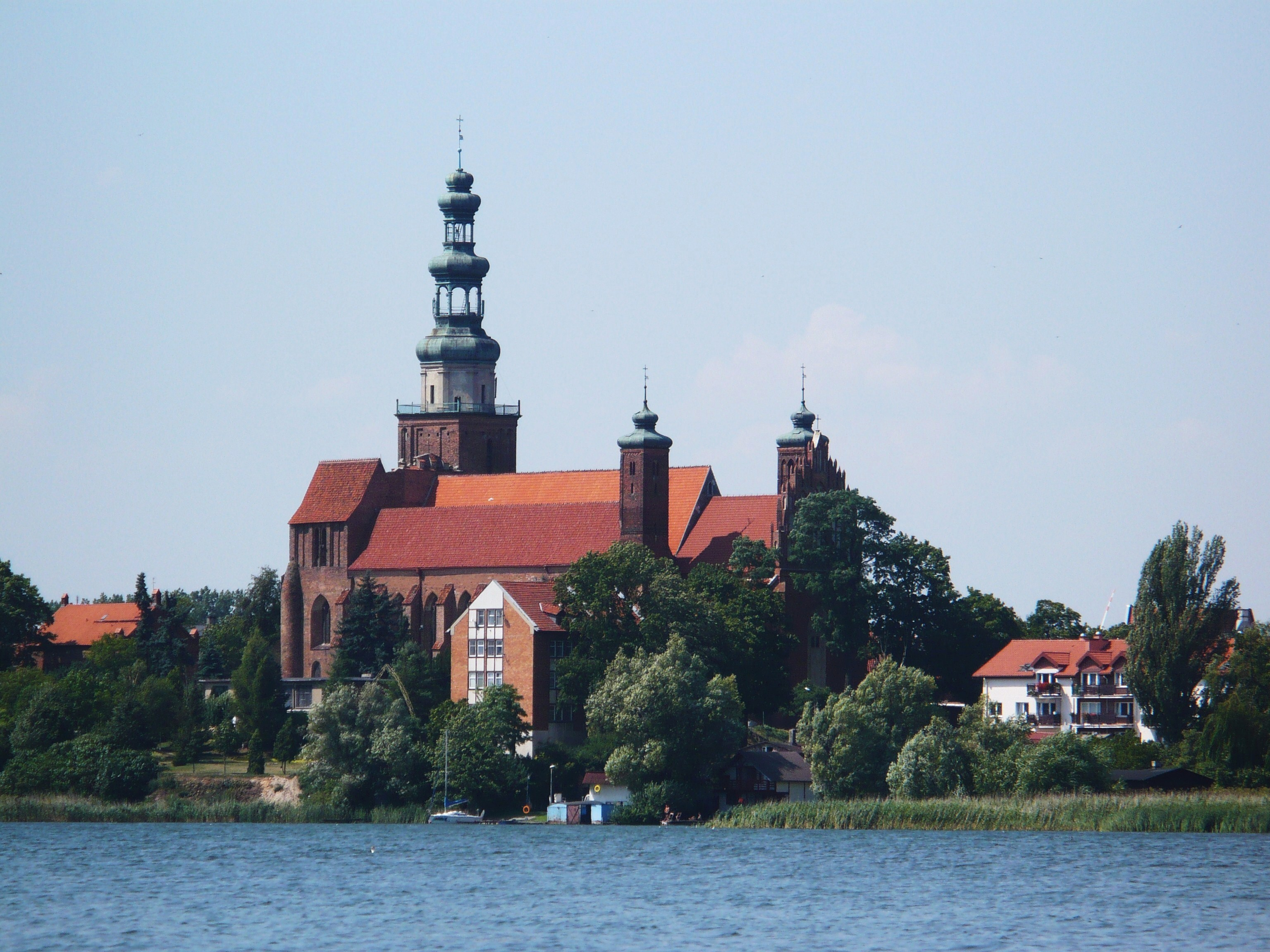
La concattedrale di Chełmża.

La diocesi di Toruń (in latino Dioecesis Thoruniensis) è una sede della Chiesa cattolica in Polonia suffraganea dell'arcidiocesi di Danzica. Nel 2023 contava 560.500 battezzati su 625.500 abitanti. È retta dal vescovo Arkadiusz Okroj.

## Territorio
La diocesi comprende 15 comuni della Polonia centro-settentrionale, e precisamente:
- i comuni di Toruń, Grudziądz, Brodnica, Chełmno, Chełmża, Wąbrzeźno, Kowalewo Pomorskie, Jabłonowo Pomorskie, Łasin, Golub e Radzyń Chełmiński nel Voivodato della Cuiavia-Pomerania;
- i comuni di Działdowo, Nowe Miasto Lubawskie, Lubawa e Lidzbark nel Voivodato della Varmia-Masuria.

Sede vescovile è la città di Toruń, dove si trova la cattedrale dei Santi Giovanni Battista e Giovanni Evangelista. A Chełmża si trova la concattedrale della Santissima Trinità, che fu cattedrale della diocesi di Chełmno (oggi Pelplin) fino all'Ottocento. In diocesi sorgono anche due basiliche minori: la basilica di San Tommaso a Nowe Miasto Lubawskie, e la basilica di San Nicola a Grudziądz.
Il territorio si estende su 5.427 km² ed è suddiviso in 17 decanati e 196 parrocchie.

### Istituti religiosi presenti in diocesi
- Comunità maschili
  - Chierici regolari di Somasca
  - Compagnia di Gesù
  - Congregazione dei chierici mariani
  - Congregazione del Santissimo Redentore
  - Congregazione della missione
  - Congregazione di San Michele Arcangelo
  - Monaci di San Paolo primo eremita
  - Ordine dei frati minori
  - Ordine dei frati minori cappuccini
  - Società dell'apostolato cattolico
- Comunità femminili
  - Ancelle del Sacro Cuore di Gesù
  - Ancelle dell'Immacolata Concezione della Beata Vergine Maria
  - Carmelitane scalze
  - Figlie della Beata Vergine Maria Addolorata
  - Figlie della carità di San Vincenzo de' Paoli
  - Suore carmelitane del Bambino Gesù
  - Suore del Divin Pastore della Provvidenza Divina
  - Suore della Risurrezione di Nostro Signore Gesù Cristo
  - Suore della Sacra Famiglia di Nazareth
  - Suore di San Giuseppe di Cracovia
  - Suore di San Michele Arcangelo
  - Suore di Santa Elisabetta
  - Suore missionarie della Sacra Famiglia
  - Suore orsoline del Sacro Cuore di Gesù Agonizzante

## Storia
La diocesi è stata eretta il 25 marzo 1992 con la bolla Totus tuus Poloniae populus di papa Giovanni Paolo II, ricavandone il territorio dalla diocesi di Chełmno (che contestualmente ha assunto il nome di diocesi di Pelplin) e dall'arcidiocesi di Gniezno.
Il 7 ottobre 1993, con la lettera apostolica Fideles ecclesialis, lo stesso papa Giovanni Paolo II ha confermato la Beata Maria Vergine del Perpetuo Soccorso patrona principale della diocesi.

## Cronotassi dei vescovi
Si omettono i periodi di sede vacante non superiori ai 2 anni o non storicamente accertati.
- Andrzej Wojciech Suski (25 marzo 1992 - 11 novembre 2017 ritirato)
- Wiesław Śmigiel (11 novembre 2017 - 13 settembre 2024 nominato arcivescovo di Stettino-Kamień)
- Arkadiusz Okroj, dal 5 aprile 2025

## Statistiche
La diocesi nel 2023 su una popolazione di 625.500 persone contava 560.500 battezzati, corrispondenti all'89,6% del totale.
| anno | popolazione | popolazione | popolazione | presbiteri | presbiteri | presbiteri | presbiteri                | diaconi | religiosi | religiosi | parrocchie |
| anno | battezzati  | totale      | %           | numero     | secolari   | regolari   | battezzati per presbitero | diaconi | uomini    | donne     | parrocchie |
| ---- | ----------- | ----------- | ----------- | ---------- | ---------- | ---------- | ------------------------- | ------- | --------- | --------- | ---------- |
| 1999 | 685.500     | 713.350     | 96,1        | 399        | 323        | 76         | 1.718                     |         | 92        | 83        | 187        |
| 2000 | 685.600     | 713.400     | 96,1        | 413        | 326        | 87         | 1.660                     |         | 92        | 365       | 189        |
| 2001 | 680.700     | 708.600     | 96,1        | 433        | 346        | 87         | 1.572                     |         | 92        | 312       | 191        |
| 2002 | 607.632     | 635.523     | 95,6        | 433        | 352        | 81         | 1.403                     |         | 84        | 351       | 191        |
| 2003 | 611.955     | 645.456     | 94,8        | 436        | 357        | 79         | 1.403                     |         | 82        | 353       | 191        |
| 2004 | 608.311     | 636.862     | 95,5        | 459        | 365        | 94         | 1.325                     |         | 101       | 351       | 192        |
| 2010 | 581.111     | 618.342     | 94,0        | 480        | 387        | 93         | 1.210                     |         | 99        | 269       | 194        |
| 2014 | 580.604     | 616.215     | 94,2        | 483        | 385        | 98         | 1.202                     | 3       | 104       | 269       | 195        |
| 2017 | 575.082     | 618.613     | 93,0        | 494        | 394        | 100        | 1.164                     | 3       | 107       | 246       | 196        |
| 2020 | 581.500     | 625.190     | 93,0        | 464        | 367        | 97         | 1.253                     | 3       | 106       | 229       | 196        |
| 2022 | 571.880     | 627.300     | 91,2        | 464        | 365        | 99         | 1.232                     | 3       | 105       | 227       | 196        |
| 2023 | 560.500     | 625.500     | 89,6        | 454        | 356        | 98         | 1.234                     | 3       | 104       | 220       | 196        |

## Galleria fotografia

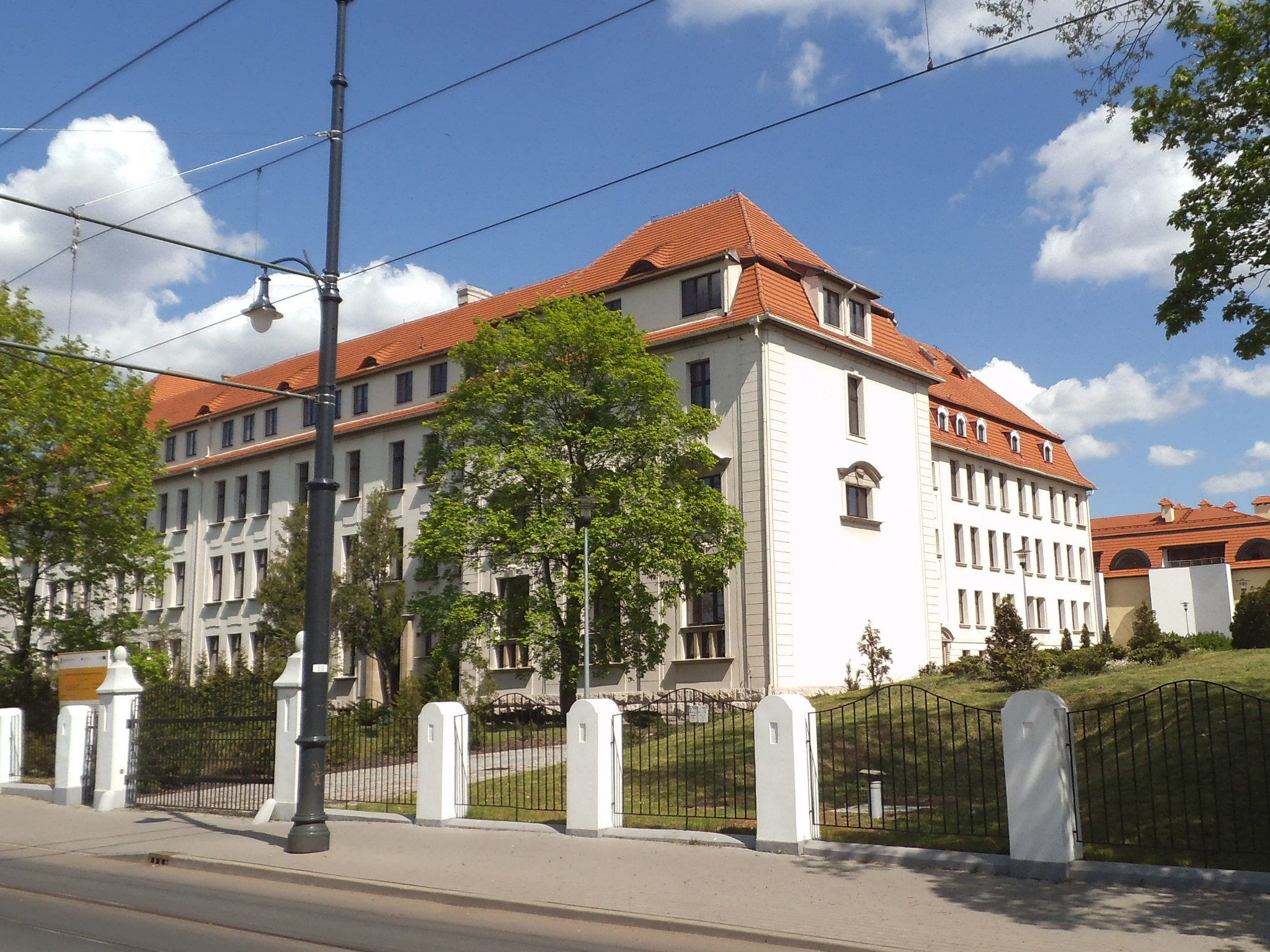
Il seminario vescovile
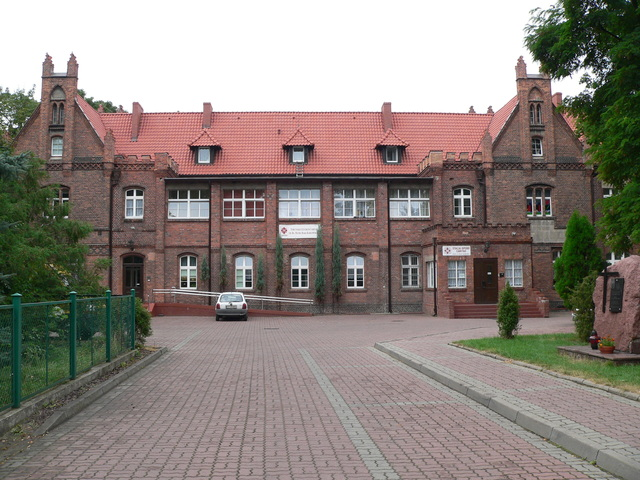
Sede della caritas diocesana
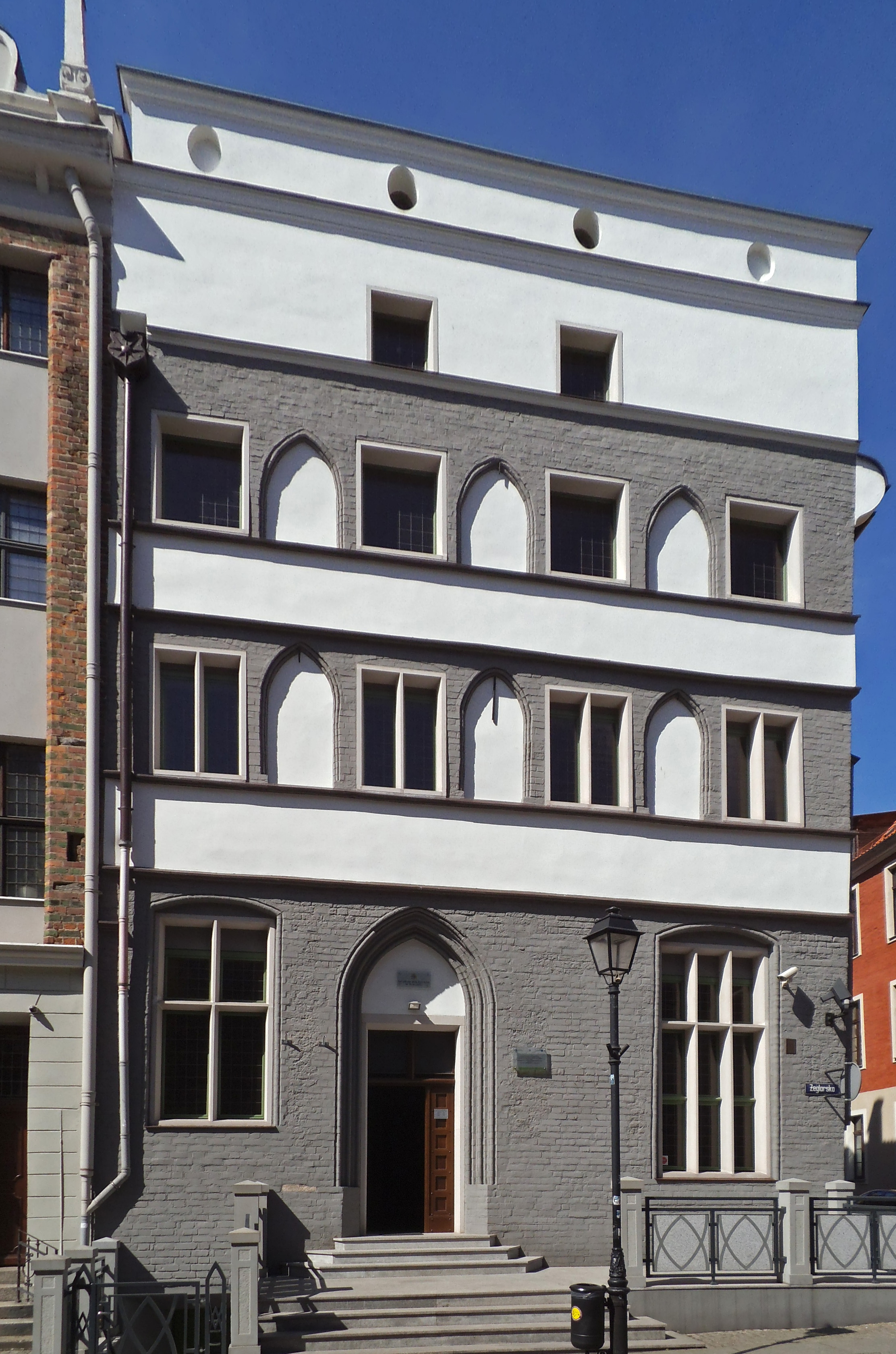
La sede del museo diocesano
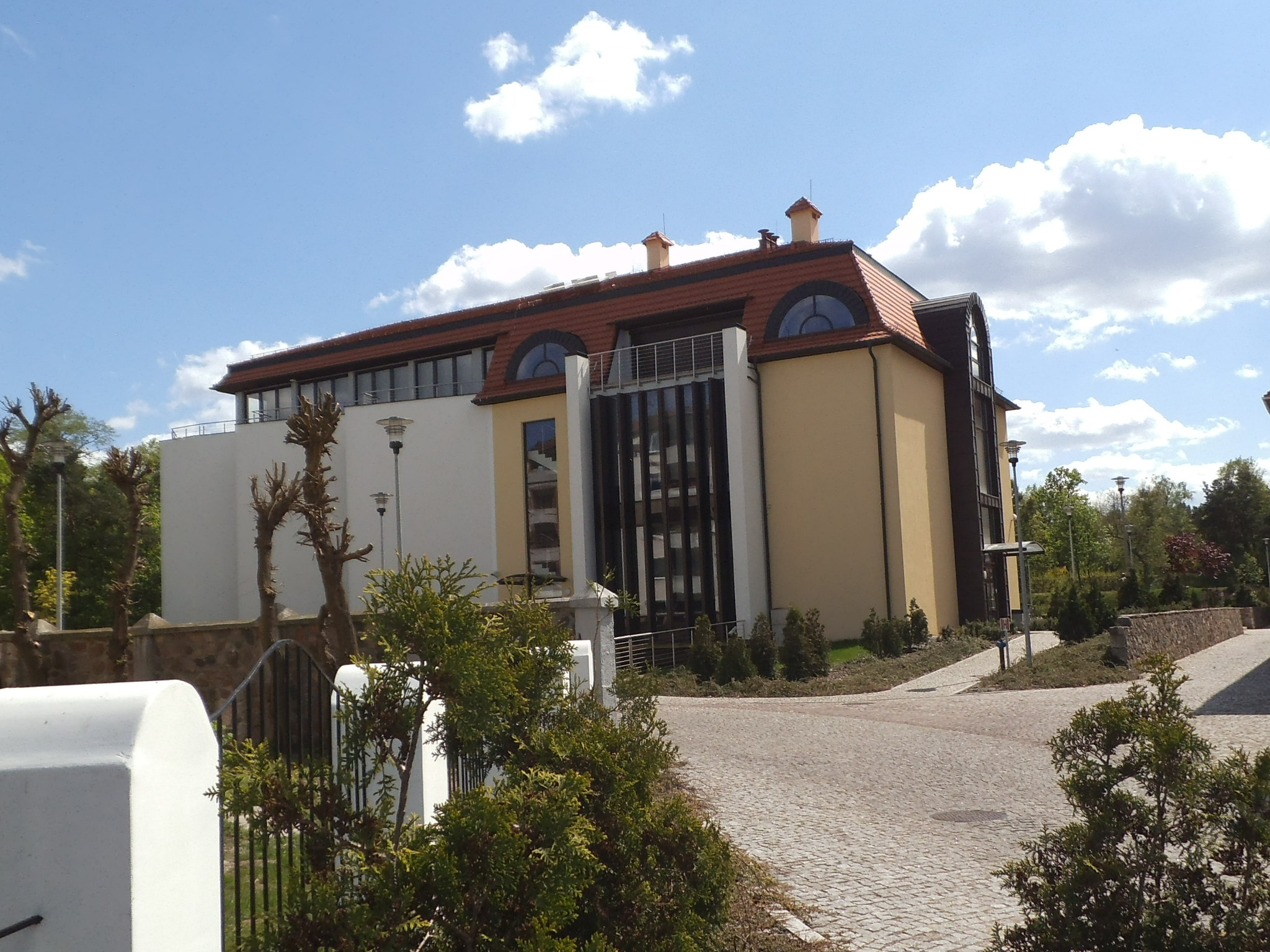
Centro "Giovanni Paolo II", sede della biblioteca diocesana
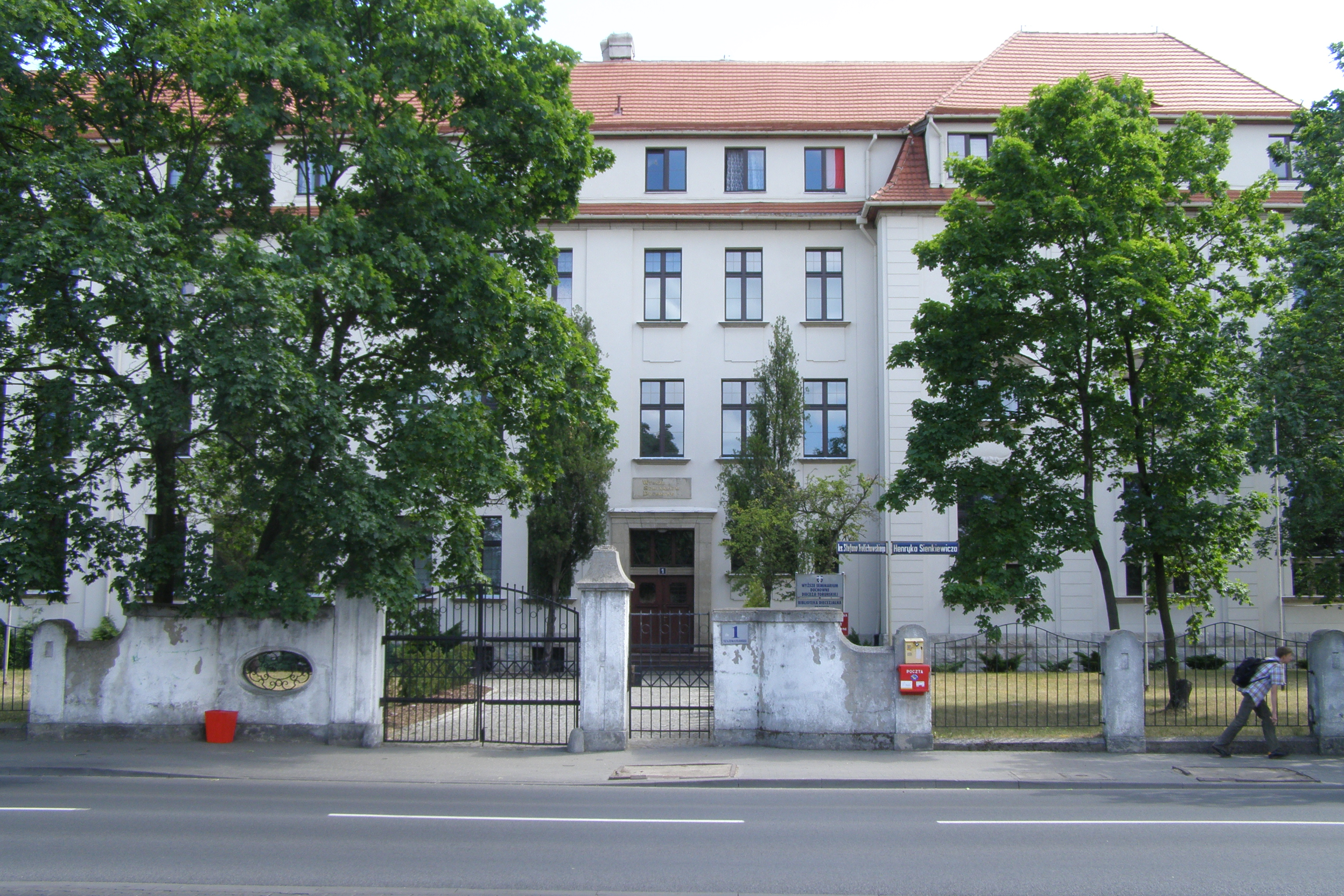
Sede dell'archivio storico diocesano
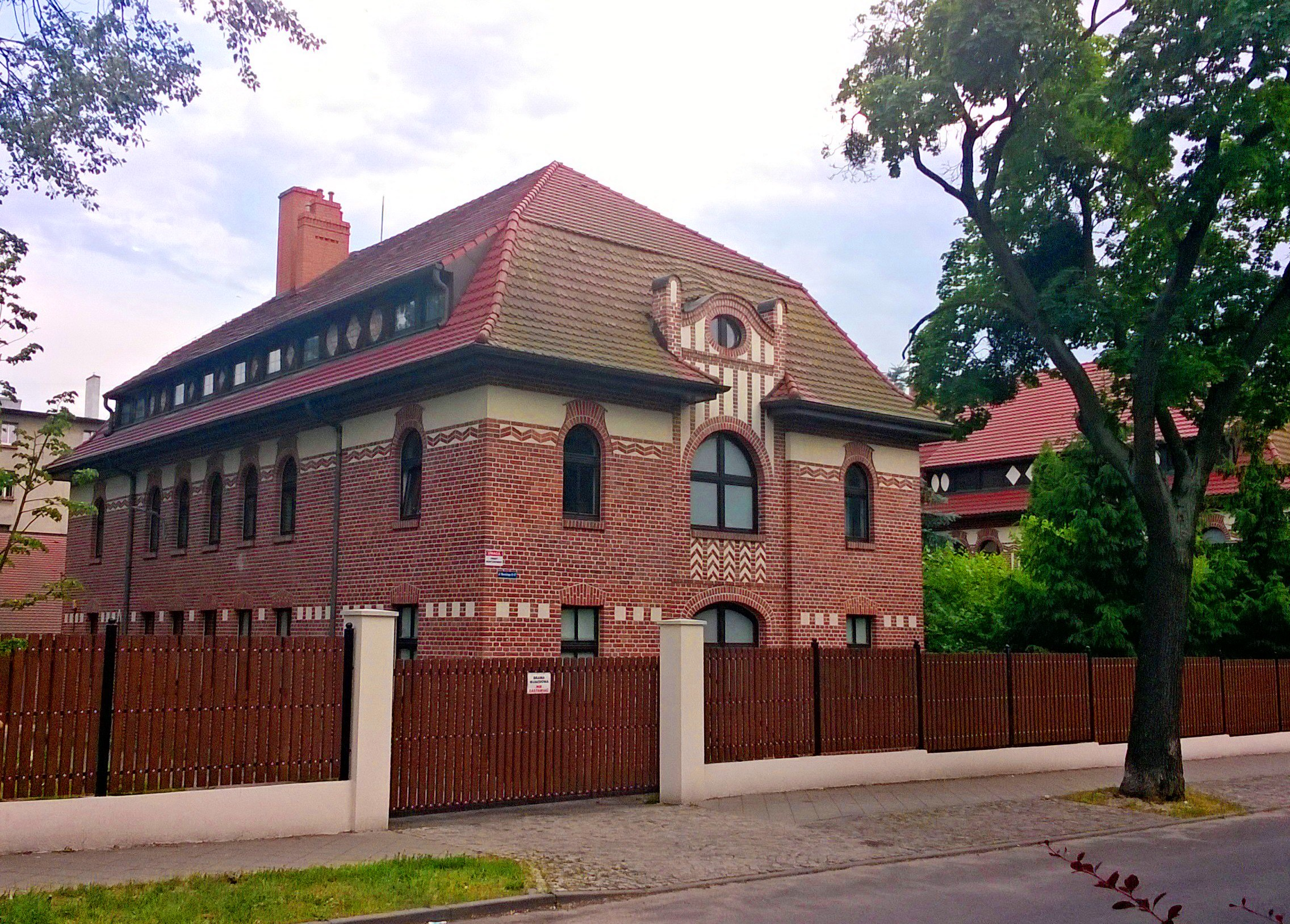
Casa del clero diocesano
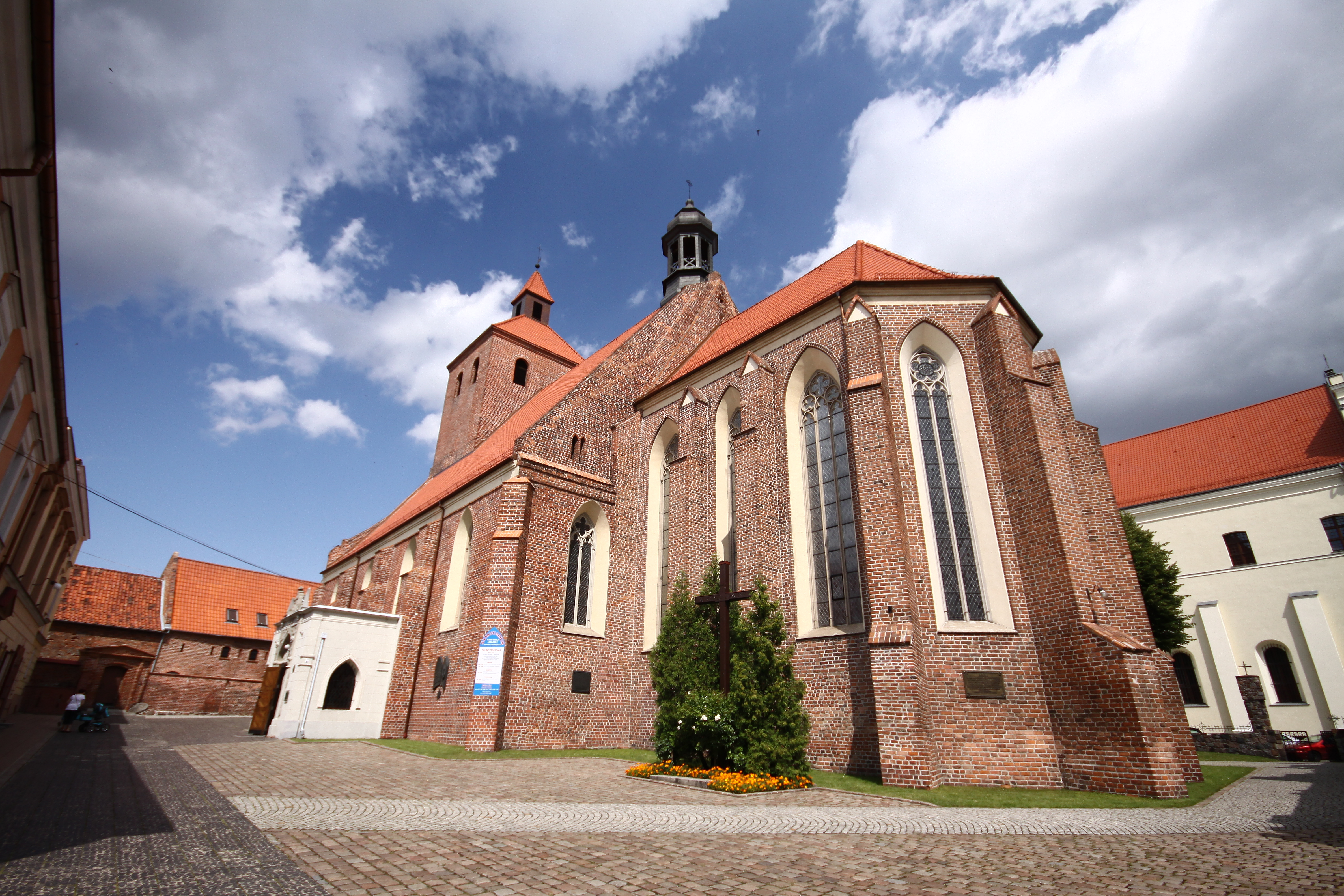
La basilica minore di San Nicola a Grudziądz
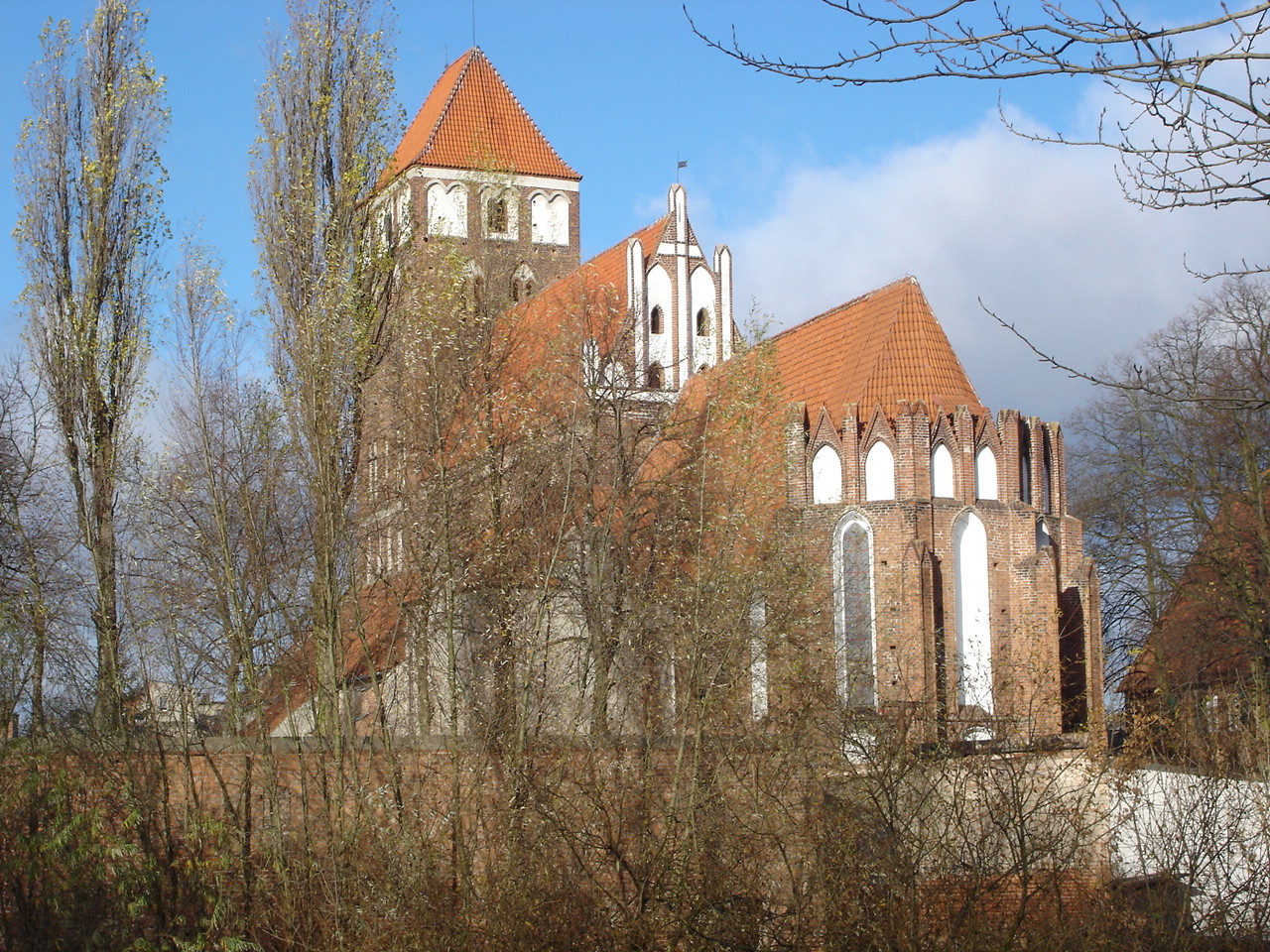
La basilica minore di San Tommaso a Nowe Miasto Lubawskie
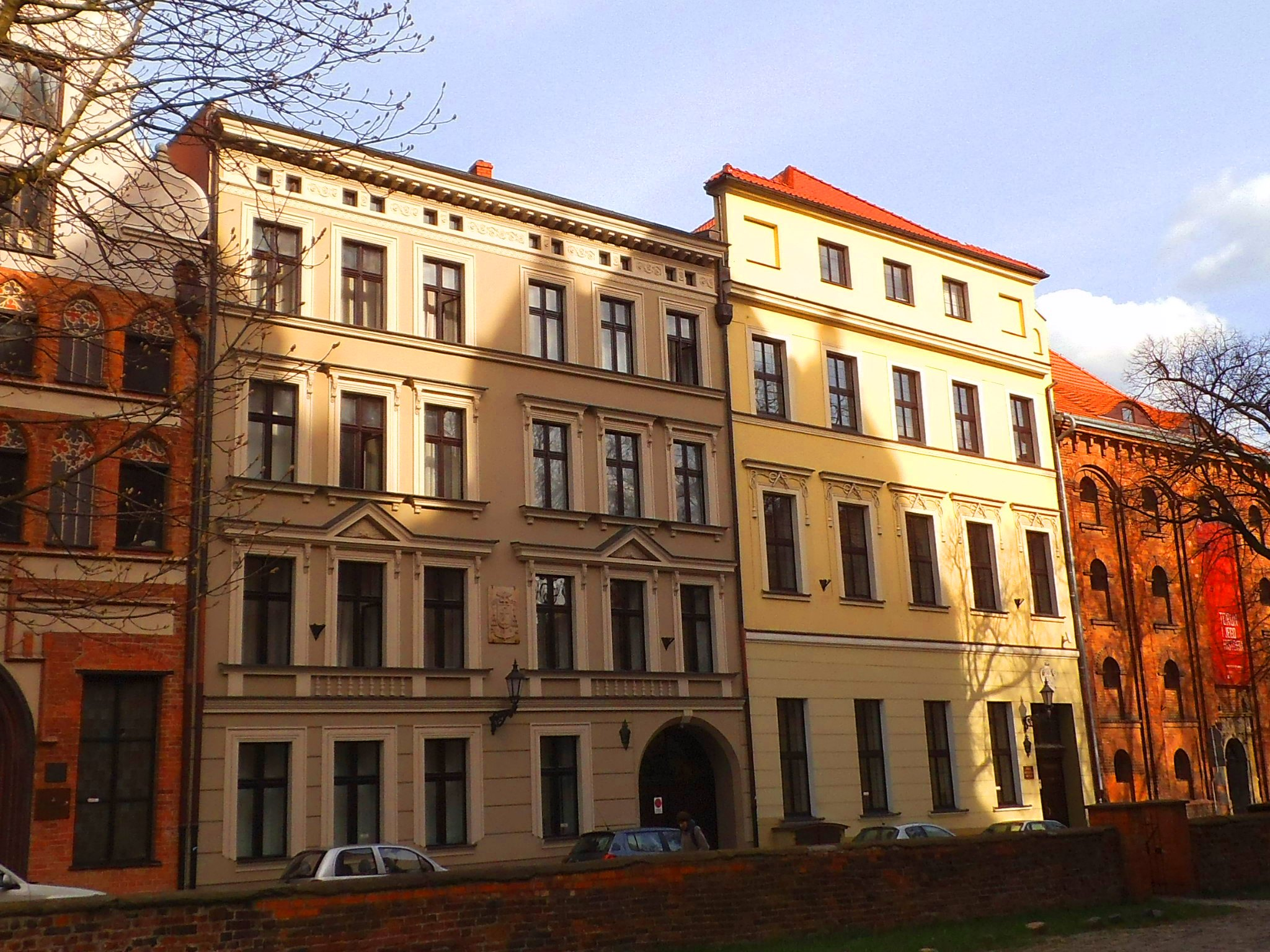
Il palazzo vescovile, sede della curia diocesana